# Cussy-les-Forges
Cussy-les-Forges là một xã của Pháp,tọa lạc ở tỉnh Yonne trong vùng Bourgogne.

## Hành chính
| Danh sách các thị trưởng               |           |                  |      |         |
| Giai đoạn                              | Giai đoạn | Tên              | Đảng | Tư cách |
| tháng 3 năm 2001                       | 2008      | Bernard Brousset |      |         |
| mars 2008                              |           | Guy Blandin      |      |         |
| Tất cả các dữ liệu trước đây không rõ. |           |                  |      |         |

## Biến động dân số
| Năm | 1962 | 1968 | 1975 | 1982 | 1990 | 1999 |
| --- | ---- | ---- | ---- | ---- | ---- | ---- |
| Dân số | 258  | 329  | 314  | 286  | 291  | 305  |
| From the year 1962 on: No double counting—residents of multiple communes (e.g. students and military personnel) are counted only once. |      |      |      |      |      |      |